# 니시나리군

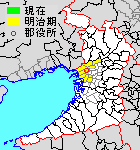
오사카부 니시나리군의 위치

니시나리군(일본어: 西成郡, にしなりぐん은 일본 셋쓰국·오사카부에 있던 군이다.

## 군역
1897년 행정 구역으로 발족 당시의 군역은 대체로 아래 구역에 해당한다.
- 오사카시
  - 후쿠시마구·고노하나구·미나토구·다이쇼구·니시요도가와구·히가시요도가와구·요도가와구 전역
  - 나니와구의 대부분
  - 스미요시구의 일부
  - 니시나리구의 대부분
  - 니시구의 일부
  - 스미노에구의 일부
  - 기타구의 일부
  - 주오구의 일부

## 역사
- 1879년
  - 2월 10일 - 군구정촌 편제법이 오사카부에서 시행되어, 행정구역으로서의 니시나리군이 발족. 군청이 가미후쿠시마촌에 설치됨. 제1-4대구 구역에 히가시구·미나미구·니시구·기타구가 설치되어, 군에서 이탈. 동시에 제3대구 10정을 본군에 편입.
  - 4월 7일 - 군청을 소네자키촌으로 이전.

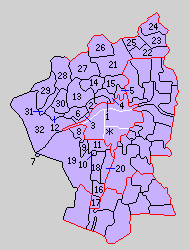
1.소네자키촌 2.가미후쿠시마촌 3.시모후쿠시마촌 4.기타노촌 5.가와사키촌 6.노다촌 7.덴포정 8.구조촌 9.산겐야촌 10.니시하마정 11.난바촌 12.덴포촌 13.사기스촌 14.나카쓰촌 15.도요사키촌 16.고쓰마촌 17.고하마촌 18.기즈촌 19.가와나미촌 20.이마미야촌 21.니시나카지마촌 22.도요사토촌 23.다이도촌 24.나카시마촌 25.신조촌 26.기타나카지마촌 27.가미쓰촌 28.우타지마촌 29.지부네촌 30.히에지마촌 31.후쿠촌 32.가와키타촌 (보라:오사카시. *는 발족 당시의 오사카시)

- 1889년 4월 1일 - 정촌제 시행으로, 아래의 정촌이 발족. 전역이 현 오사카시에 해당한다.(2정 30촌)
  - 소네자키촌(曽根崎村): 현 기타구
  - 가미후쿠시마촌(上福島村): 현 후쿠시마구
  - 시모후쿠시마촌(下福島村): 현 후쿠시마구
  - 기타노촌(北野村): 현 기타구
  - 가와사키촌(川崎村):현 기타구
  - 노다촌(野田村): 현 후쿠시마구, 고노하나구
  - 덴포정(天保町): 현 미나토구
  - 구조촌(九条村):현 니시구
  - 산겐야촌(三軒家村): 현 다이쇼구
  - 니시하마정(西浜町): 현 나니와구
  - 난바촌(難波村): 현 나니와구, 주오구
  - 덴포촌(伝法村): 현 고노하나구
  - 사기스촌(鷺洲村): 현 후쿠시마구, 요도가와구, 기타구
  - 나카쓰촌(中津村):현 기타구, 요도가와구
  - 도요사키촌(豊崎村):현 기타구
  - 고쓰마촌(勝間村): 현 니시나리구
  - 고하마촌(粉浜村): 현 스미노에구
  - 기즈촌(木津村): 현 니시나리구, 나니와구
  - 가와나미촌(川南村): 현 니시나리구, 다이쇼구, 미나토구
  - 이마미야촌(今宮村): 현 니시나리구
  - 니시나카지마촌(西中島村): 현 히가시요도가와구, 요도가와구
  - 도요사토촌(豊里村): 현 히가시요도가와구
  - 다이도촌(大道村): 현 히가시요도가와구
  - 나카시마촌(中島村): 현 히가시요도가와구
  - 신조촌(新庄村): 현 히가시요도가와구
  - 기타나카지마촌(北中島村): 현 요도가와구
  - 가미쓰촌(神津村): 현 요도가와구
  - 우타지마촌(歌島村): 현 요도가와구, 니시요도가와구
  - 지부네촌(千船村): 현 니시요도가와구
  - 히에지마촌(稗島村):현 니시요도가와구, 고노하나구
  - 후쿠촌(福村): 현 니시요도가와구
  - 가와키타촌(川北村): 현 고노하나구, 니시요도가와구
  - 기요보리촌은 히기시나리군 기요보리촌이 됨.
- 1897년 4월 1일 - 아래 구역이 오사카시에 편입.(20촌)
  - 니시구 ← 산겐야촌, 구조촌, 난바촌, 덴포정, 덴포촌(일부), 가와키타촌(일부), 가와나미촌(일부)
  - 기타구 ← 가미후쿠시마촌, 시모후쿠시마촌, 기타노촌, 소네자키촌, 노다촌(일부), 가와사키촌(일부), 도요사키촌(일부)
  - 미나미구 ← 니시하마정, 기즈촌(일부), 이마미야촌(일부)
  - 기즈촌의 잔여부가 이마미야촌, 노다촌의 잔여부·가와키타촌의 잔여부가 덴포촌, 가와사키촌의 잔여부가 도요사키촌에 각각 편입.
  - 가와나미촌의 잔여부가 개칭하여 쓰모리촌(津守村)이 됨.
- 1903년 11월 5일 - 덴포촌이 정제 시행으로 덴포정(伝法町)이 됨.(1정 19촌)
- 1911년 2월 1일(3정 17촌)
  - 사기스촌이 정제 시행으로 사기스정(鷺洲町)이 됨.
  - 나카쓰촌이 정제 시행으로 나카쓰정(中津町)이 됨.
- 1912년 1월 1일 - 도요사키촌이 정제 시행으로 도요사키정(豊崎町)이 됨.(4정 16촌)
- 1915년 11월 10일 - 고쓰마촌이 정제 시행과 개칭으로 다마데정(玉出町)이 됨.(5정 15촌)
- 1917년 9월 1일 - 이마미야촌이 정제 시행으로 이마미야정(今宮町)이 됨.(6정 14촌)
- 1922년 5월 1일(7정 13촌)
  - 지부네촌이 정제 시행으로 지부네정(千船町)이 됨.
- 1922년 7월 15일(8정 12촌)
  - 가미쓰촌이 정제 시행으로 가미쓰정(神津町)이 됨.
- 1922년 10월 1일(9정 11촌)
  - 히메지마촌이 정제 시행으로 히에지마정(稗島町)이 됨.
- 1923년 6월 1일 - 니시나카지마촌이 정제 시행으로 니시나카지마정(西中島町)이 됨.(10정 10촌)
- 1925년 4월 1일 - 전역이 오사카시에 편입되면서 아래의 3개 구가 발족. 당일 니시나리군은 폐지되었다. 오사카부에서 1896년 군이 재편된 이후, 히가시나리군과 함께 가장 먼저 사라진 군이다.
  - 니시요도가와구(西淀川区) ← 덴포정, 사기스정, 우타지마촌, 지부네정, 히에지마정, 후쿠촌, 가와키타촌
  - 히가시요도가와구(東淀川区) ← 나카쓰정, 도요사키정 , 니시나카지마정, 도요사토촌, 다이도촌, 나카시마촌, 신조촌, 기타나카지마촌, 가미쓰정
  - 니시나리구(西成区) ← 다마데정, 고하마촌, 쓰모리촌, 이마미야정